# Pierre Andlauer
Pour les articles homonymes, voir Andlauer.
Pierre Andlauer, né le 11 janvier 1941 à Guebwiller en Alsace, est un peintre et graveur français.

## Biographie

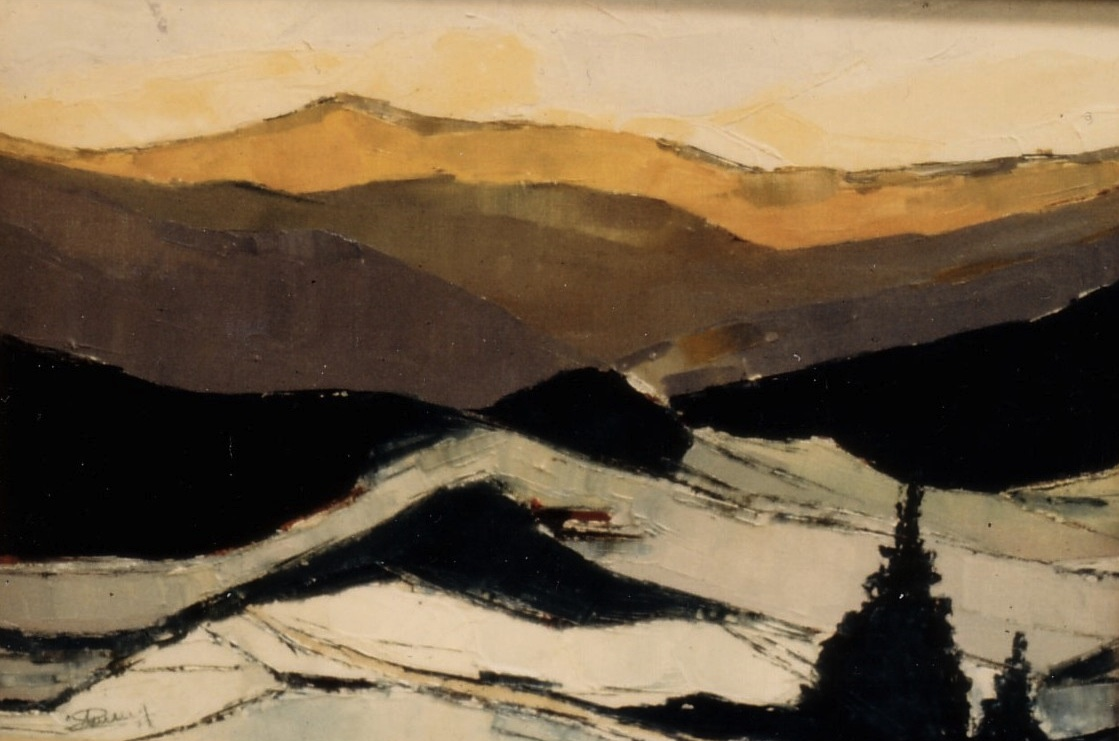
Neige par Pierre Andlauer

Pierre Andlauer étudie à l’école des beaux-arts de Mulhouse, élève de Léon Lang, Joseph Brenner et Auguste Boeringer de 1958 à 1961. Ses études terminées, part en Suède et y expose pour la première fois. De retour en France, il est appelé sous les drapeaux et part en Algérie.
À son retour, il épouse Monique Boll, aquarelliste et ancienne étudiante aux Beaux arts de Mulhouse. Il peint, travaille en tant qu’inspecteur d’assurance et s’installe à Colmar. Ses toiles et ses gravures ont pour sujet les fermes de la plaine, de la campagne et des montagnes. Ses peintures au couteau sont influencées par leurs environnements et s’expriment selon la culture rhénane. 
Ses travaux sont orientés vers la gravure (aquatinte, eau forte, pointe sèche, lithographie). Vingt-cinq gravures sont acquises par la bibliothèque de Colmar et la ville de Colmar acquiert cinq de ses toiles.
En 1975, il expose avec le peintre Zao Wou-Ki à la Galerie Pro Arte à Mulhouse. 
En 1979, il ouvre une boutique d’art à Colmar, qui devient un lieu de rencontre et d'échange d’idées. Dans ce lieu sont exposées des œuvres de peintres alsaciens.
Sa découverte de l’art africain l’influence (il publie Passion africaine en 2003).  Son expression picturale évolue vers l’expressionnisme puis l’expressionnisme abstrait. Ses peintres de référence sont Nicolas de Staël et Léon Lehmann. Il traduit, selon les caractéristiques de ce mouvement, sa vision émotionnelle et subjective du monde perçu, dans une expression énergique et forte de ses sentiments. 
Andlauer travaille également sur d’autres formes de techniques :  l’hologramme  et plus tard les collages. Les recherches sur la technique de peinture holographique entreprises avec l’aide François Mazzero, pour la réalisation technique, ont permis la réalisation de plusieurs œuvres exposées au Centro de Arte Mercedes Benz, à Madrid en 1992 (dix-sept hologrammes) et à la galerie du Petit Pont à Strasbourg en 1993.
Andlauer est membre de l’Académie des sciences lettres et arts d’Alsace.

## Expositions

### Expositions de groupe
- 1975 : « Zao Wou-Ki - Andlauer », Galerie Pro Arte, Mulhouse
- 1986 : Ville de Lucerne (Académie d'Alsace)
- 1989 : Andlau « Les noces de Cana »
- 1990 : « L’Homme heureux », Galerie du Rhin, Colmar
- 1991 : Galerie Créneau, Tokyo
- 1994 : Villa Neymeyer Ingersheim
- 1996 : Villa Neymeyer Ingersheim avec Louis Stettner
- 2000 : « 2000 - Masques Noirs, Regards Blancs  » au musée d'histoire naturelle et d'éthnographie de Colmar[5]
- 2011 : Écomusée d'Alsace[6],[7]

### Expositions personnelles
- 1961 Arwika Wärmland, Suède
- 1976 Galerie Octave Landverlin, Strasbourg
- 1978 Ville de Guebwiller
- 1978 Galerie Octave Landwerlin Strasbourg
- 1979 Galerie Octave Landwerlin Strasbourg
- 1980 Ville de Guebwiller
- 1981 Galerie Roland Vanesch, Ensisheim
- 1982 Ville de Lucerne (Kornschnutte)
- 1982 Galerie Isner Conci, Rouffach
- 1982 Direction Daimler Benz, Stuttgart
- 1983 Galerie du Rhin Horbourg wihr
- 1984 Ville de Lucerne (Kornschnutte)
- 1985 Galerie Katia Granoff, Paris
- 1986 Galerie Walter Lutz (souffle de Paris) St Louis - Bâle
- 1986 Bibliothèque de Colmar (œuvre gravées)
- 1987 Galerie des Maréchaux, Mulhouse
- 1987 Musée Théodore Deck Guebwiller
- 1988 Ecomusée d’Ungersheim (ACTA)
- 1988 Galerie Walter Lutz St Louis
- 1989 J.Jackson, Atlanta (États-Unis)
- 1990 Galerie du Petit Pont, Strasbourg
- 1990 Galerie du Rhin, Colmar
- 1991 Galerie Münsterberg, Bâle
- 1991 Musée Théodore Deck, Guebwiller
- 1992 Galerie du Petit Pont, Strasbourg
- 1992 Centro de Arte Mercedes Benz, Madrid
- 1993 Galerie du Petit Pont, Strasbourg
- 2000 Musée Théodore Deck, Guebwiller
- 2000 Espace André Malraux Colmar
- 2007 Abbaye de Marbach[8]

## Publications
- Passion africaine, édité par le musée du Florival Théodore Deck, 2003  (ISBN 2-9515081-3-1) (BNF 39106994).